# ميهاي آدم
ميهاي آدم (بالرومانية: Mihai Adam)‏ (3 يوليو 1940 في رومانيا - 11 ديسمبر 2015) هو لاعب كرة قدم روماني في مركز الهجوم. شارك مع منتخب رومانيا تحت 23 سنة لكرة القدم ‏. أما مع النوادي، فقد لعب مع جامعة كلوج وسي إف آر كلوج وCSM Câmpia Turzii ‏ وفكنول أراد ‏.

## وصلات خارجية
- ميهاي آدم على موقع قاعدة بيانات كرة القدم.إي يو (الإنجليزية)
- ميهاي آدم على موقع عالم كرة القدم.نت (الإنجليزية)